# Conus magnificus
Conus magnificus é uma espécie de gastrópode do gênero Conus, pertencente à família Conidae.